# Tatort: Blutspur
Blutspur (Arbeitstitel: Polenblut) ist ein Fernsehfilm aus der Fernseh-Kriminalreihe Tatort der ARD und des ORF.
Der Film wurde vom WDR produziert und am 20. August 1989 zum ersten Mal gesendet. Er ist die 222. Folge der Tatort-Reihe, der 21. mit Kommissar Schimanski. Anlässlich des 40. Sendejubiläums des Duisburger Tatorts strahlte der WDR am 8. Februar 2022 eine in HD abgetastete und digital restaurierte Folge aus.

## Handlung
Ein arabisches Terrorkommando überfällt am Abend eine Vertretung seiner Gegner in Essen-Steele. Am Morgen danach sind Schimanski und Thanner unterwegs, um einen Exhibitionisten, der an einem Drachen erkennbar ist, zu jagen, obwohl das gar nicht zu ihren Aufgaben gehört. Als sich der Hinweis als Lager für polnische Fernfahrer entpuppt, muss Schimanski erst einmal mit seinem Vorgesetzten Ossmann telefonieren, um seinen Unmut loszuwerden. So halten sie kurz bei seinem Informanten Leszek, der das Lager sowie einen Schrottplatz betreibt. Als Schimanski telefonieren will, werden sie plötzlich von dem Terrorkommando, das auch in Essen-Steele tätig war, beschossen. Dabei geht Schimanskis Wagen in Flammen auf.
Prompt werden sie in einen Fall internationaler Größe verwickelt. Kurz zuvor haben die Terroristen auf dem Lagerplatz alle Polen erschossen. Schimanski und Thanner entdecken im LKW eine große Blutlache und vermuten entweder eine Tierschlachtung oder einen Massenmord. Da sie nun ohne Auto sind, und Thanner sein neues Fahrzeug noch nicht geliefert bekommen hat, müssen sie mit dem Taxi vorliebnehmen. Ein Abstecher nach Essen-Steele konfrontiert sie mit verstockten BKA-Ermittlern, die den beiden keine Hilfe sind.
Zurück in Duisburg können sie Leszek in einem Stundenhotel ausfindig machen. Aber auch die Terroristen, als Fensterputzer getarnt, sind dort. Schimanski hört in einem Luftschacht das Gespräch zwischen dem ominösen Samara und Leszek, kann aber nicht alles verstehen und vermutet Abmachungen für einen Waffenschmuggel aus Polen in den Mittleren Osten dahinter. Plötzlich fliegen Handsprengbrandsätze durchs Fenster und töten Samara sowie einen Passfälscher. Leszek überlebt und entkommt unerkannt. Da beide Leichen durch den Brand unkenntlich sind, und der Passfälscher stumm und nicht zu sehen war, glaubt Schimanski, Leszek sei tot. Vor dem Hotel können sie seine Freundin Ela ergreifen und auf dem Revier verhören.
Aus Mangel an Beweisen lässt Hänschen sie frei, und sie versteckt sich bei ihrer Freundin, der Bauchtänzerin Roswitha. Um sie zu finden, aktiviert die Polizei sogar ihren ehemaligen Zuhälter Freddie. Dieser kann sie nachts im Milieu in seinen Mietwagen lotsen, da sie gerade zu Leszek unterwegs ist. Schimanski folgt ihnen mit Thanners neuem Wagen, während sein Kollege der Bauchtänzerin auf den Leib fühlt. Schimanski folgt Ela und Freddie auf Leszeks Schrottplatz. Um Freddie zu besänftigen, bietet sie ihm an, in das Geschäft mit den Polen einzusteigen. Doch dann platzt Schimanski hinein und nimmt die Waren an sich. Ela kann fliehen. Schimanski ermahnt Freddie, seine Ela wiederzufinden, die dieser schon bald mit Leszek in einem Bauwagen findet und beobachtet.
Derweil ist Thanner der Bauchtänzerin in deren Club gefolgt, wo sich BKA und Terroristen die Klinke in die Hand geben. Schimanski stößt hinzu, und beide werden auf der Toilette von den Kollegen des BKA gebeten, das Lokal zu verlassen.
Als am nächsten Morgen Freddie auf dem Revier ohne Ela auftaucht, schlägt er ihnen vor, mit ihm auf dem Schrottplatz zu fahren. Dort wird Leszek von den Ermittlern überrascht, wie er gerade einen Lkw mit einer Lieferung bereit macht. Doch gestört wird die Szene abermals durch die Terroristen, die Thanners neues Auto in die Luft jagen sowie den Lkw durchlöchern. Dabei fließt Blut. Schimanski ergreift die Initiative und dreht mit dem abgekoppelten Lkw, in dem sich Ela versteckt, Kreise, um die Terroristen auszubremsen. Thanner kann deren Wagen  mit gezielten Schüssen in Brand schießen, woraufhin diese sich ergeben. Doch Ela wurde im Lkw-Fahrerhaus von Kugeln tödlich getroffen. In Wahrheit diente Leszek den Palästinensern als Lieferant für Blutkonserven der seltenen Blutgruppe B, die in Polen und im Mittleren Osten öfter vorkommt. Erst jetzt bemerkt Thanner, dass sein neues Auto ausgebrannt ist.

## Hintergrund

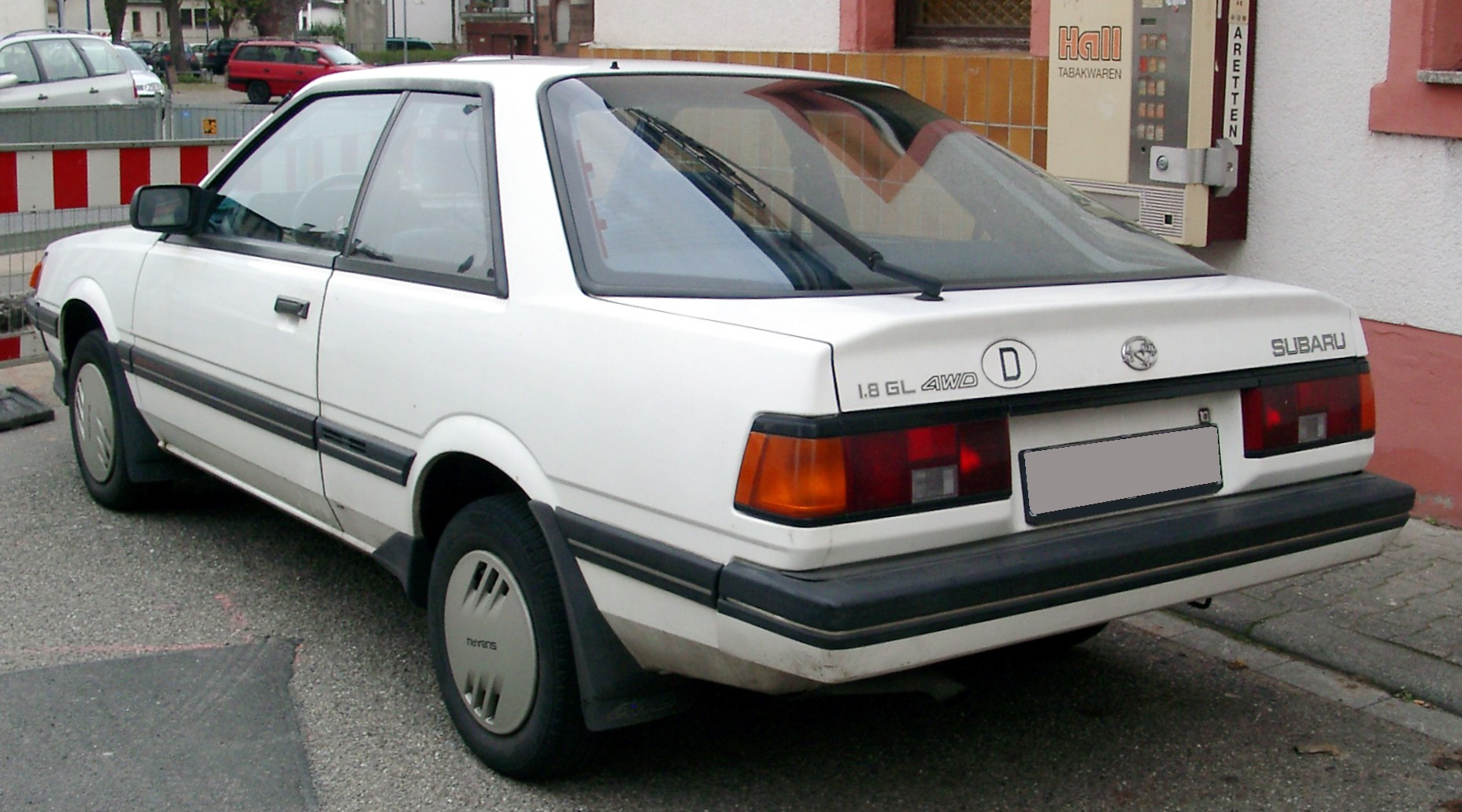
Subaru L1800 GL Coupé

- Der neue Wagen, auf den sich Thanner so freut, war ein Subaru L1800 Turbo Coupé.
- Die Tatortfolge wurde wegen der dargestellten Brutalität nach ihrer Erstausstrahlung erst 1999 zum ersten Mal wiederholt (Giftschrankfolge).[2] Mindestens sieben Tote sind die Bilanz dieser Folge, die damit eine der blutigsten überhaupt ist. Siehe auch: Tatort: Im Schmerz geboren
- In einer Szene wird das Lied Winds of Change gespielt, gesungen von einer Frau. Selbiges Lied wurde 1985 für Das Haus im Wald verwandt, dort wurde es von Mark Spiro gesungen.
- Rolf Zacher, der in diesem Schimanski-Tatort den Zuhälter Freddie spielt, kommt im Schimanski-Tatort Das Haus im Wald in der Rolle eines Kollegen von Schimanski vor.
- Dieser Tatort wurde mindestens überwiegend in München gedreht, erster Hinweis darauf ist die Leuchtreklame „MGH Gewerbehof Westend / MTZ Münchner Technologiezentrum“, die bei 0:00:56 bei der Einfahrt von Norden her in den Trappentreutunnel des Mittleren Rings in München zu sehen ist. In der Folge fallen dem ortskundigen Zuseher eine Reihe von Münchner Orten/Straßen auf (auch noch mehrmals der„Mittlere Ring“), bei genauem Hinsehen ist der erhebliche Anteil von Fahrzeugen mit „M“-Kennzeichen auffällig, typische Szenerien des eigentlichen Handlungsorts werden fast durchgängig vermieden. Eine der Ausnahmen ist eine kurze Nachtszenerie bei 0:03:55 sowie eine längere Szene, die ab etwa 0:34:00 am Duisburger Hauptbahnhof spielt.

## Soundtrack
Den Song zum Film Only Lies lieferte die Popformation Fritz Brause.